# Gloria Hope
Pour les articles homonymes, voir Hope.
Gloria Hope (née à Pittsburgh le 9 novembre 1899, et morte à Pasadena le 29 octobre 1976) est une actrice américaine du cinéma muet.

## Biographie
Elle fut mariée avec l'acteur Lloyd Hughes. 
Elle est inhumée au Forest Lawn Memorial Park à Glendale (Californie).

## Filmographie partielle
- 1918 : À côté du bonheur (The Great Love) de D. W. Griffith : Jessie Lovewell
  - Au pays des loups (The Law of the North) de Irvin Willat
- 1919 : Le Proscrit (The Outcasts of Poker Flat) de John Ford : Ruth Watson / Sophy
  - Black Billy au Canada (Rider of the Law)  de John Ford : Betty
  - Le Joyeux Lord Quex (The Gay Lord Quex) de Harry Beaumont : Muriel Eden
- 1920 : The Texan de Lynn Reynolds : Alice Marcum
- 1921 : Le Calice (The Grim Comedian) de Frank Lloyd : Dorothy
- 1922 : Tess au pays des tempêtes (Tess of the Storm Country) de John S. Robertson : Teola Graves
  - Chagrin de gosse (Trouble) de Albert Austin : Mme Lee